# Bell Marques
Bell Marques, nome artístico de Washington Marques da Silva (Salvador, 5 de setembro de 1952), é um cantor, compositor, produtor musical e multi-instrumentista brasileiro. Tornou-se conhecido como vocalista do Chiclete com Banana, um dos primeiros grupos de axé da história, permanecendo na banda entre 1980 e 2014 e vendendo em torno de oito milhões de álbuns.

## Biografia
Washington Marques da Silva é natural de Salvador, nascido no dia 5 de setembro de 1952, no nº 11 do Largo do Terreiro de Jesus, onde nasceu também Gregório de Matos, o “Boca do Inferno”. Já adolescente, se mudou com os pais, Diva Maria Marques e Waldemar, para o Largo do Tororó, nº 120. O interesse do cantor pela música começou quando, ainda adolescente, ouvia os irmãos Wilson e Wado, integrantes da banda Os Elétrons. Bell chegou a fazer parte do grupo em três shows, tocando teclados. A primeira atuação de Bell Marques em cima de um trio elétrico aconteceu em 1979, tocando no bloco Traz os Montes, no Trio Tapajós.

## Carreira

### 1980–2014: Chiclete com Banana

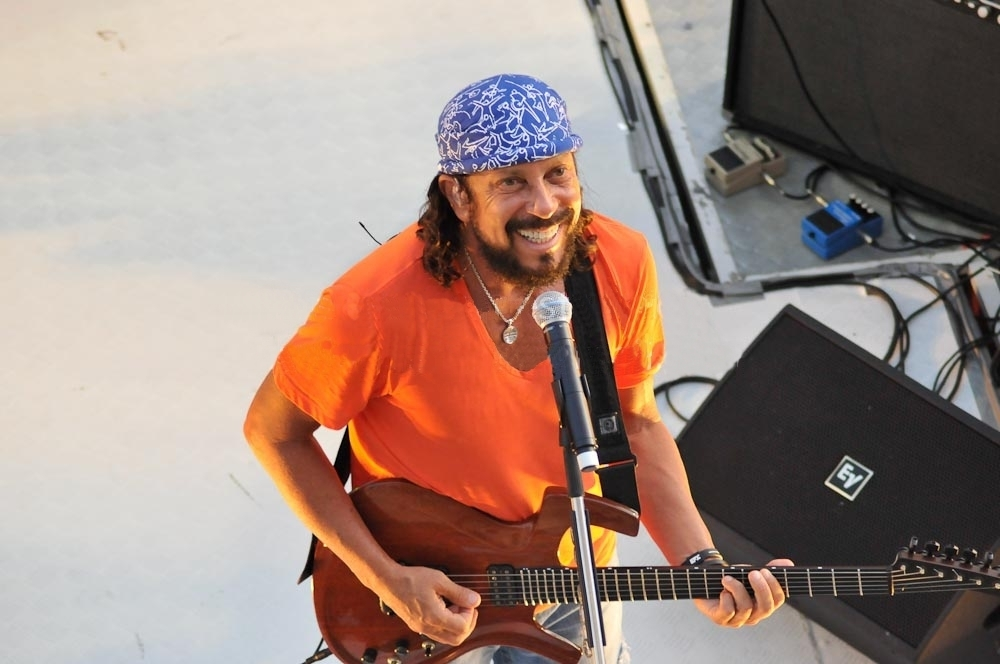
Bell no carnaval de 2010.

Em 1980 passou a integrar a banda Scorpius e, em 1981, o conjunto alterou o nome para Chiclete com Banana. Em setembro de 2013, Marques anunciou que deixaria o Chiclete após o carnaval de Salvador de 2014.

### 2014–presente: carreira solo
O lançamento de sua carreira solo aconteceu em 4 de março de 2014, no último dia do carnaval, à frente do Bloco Vumbora?!, no circuito Barra-Ondina, que contou com a participação do Aviões do Forró e da banda Rafa & Pipo Marques, composta pelos filhos do cantor baiano. No álbum, o artista canta músicas como "Nicolau", "Amor Bacana", "Louco Amor" e "Vumbora Vumbora", inédita que ganha medley com "Vumbora Amar" e "Savassi". Em 2017, Bell Maques esteve em turnê com o show Só as Antigas, onde relembrou os seus mais variados sucessos.

## Vida pessoal
Casados há mais de quarenta anos, Ana e Bell Marques tiveram dois filhos: Rafael e Filipe, conhecidos como Rafa e Pipo, da banda de axé Oito7Nove4, alterada atualmente para Rafa & Pipo Marques. Antes do seu casamento, Bell teve uma filha, Rebeca Teixeira, artista plástica, mãe de suas duas netas: Íris e Elis. Em 2011, Bell Marques tirou pela primeira vez sua barba em 30 anos de carreira, por conta de uma campanha publicitária para a Gillette. Além da barba, a bandana é outra marca registrada. Talvez por temer não ser reconhecido sem o acessório, apresenta-se sempre com ela.

## Big Band
Big Band é como foi intitulada a banda que acompanha Bell em carreira solo. A formação atual inclui o ex-baterista do Chiclete com Banana Walmar Paim.
- Robson Nonato: teclado
- Maguininho: baixo
- Junior Figueiredo: guitarra
- Walmar Paim: bateria
- Tiago Nunes: percussão
- Jaiminho Nascimento: percussão
- Kiko Souza: saxofone
- Sinho Cerqueira: trompete

## Discografia

### Álbuns de estúdio
| Álbum           | Detalhes                                                                                  |
| --------------- | ----------------------------------------------------------------------------------------- |
| Vumbora?!       | - Lançamento: 15 de abril de 2014 - Formatos: CD, download digital - Gravadora: Granola   |
| Forró do Lago   | - Lançamento: 11 de abril de 2015 - Formatos: CD, download digital - Gravadora: Núcleo 55 |
| Forró do Lago 2 | - Lançamento: 27 de maio de 2016 - Formatos: CD, download digital - Gravadora: Núcleo 55  |
| Forró do Lago 3 | - Lançamento: 7 de junho de 2019 - Formatos: CD, download digital - Gravadora: Núcleo 55  |

### Álbuns ao vivo
| Álbum             | Detalhes                                                                                        |
| ----------------- | ----------------------------------------------------------------------------------------------- |
| Ao Vivo no Fortal | - Lançamento: 5 de agosto de 2016 - Formatos: Download digital - Gravadora: Núcleo 55           |
| Fenix: Ao Vivo    | - Lançamento: 23 de dezembro de 2016 - Formatos: CD, download digital - Gravadora: Núcleo 55    |
| Só as Antigas     | - Lançamento: 21 de novembro de 2021 - Formatos: Download digital - Gravadora: Núcleo 55 • Sony |
| Vumbora pro Mar   | - Lançamento: 10 de dezembro de 2021 - Formatos: Download digital - Gravadora: Núcleo 55        |
| Só as Antigas 2   | - Lançamento: 21 de dezembro de 2018 - Formatos: Download digital - Gravadora: Núcleo 55        |

### Singles
Como artista principal
| Título                                           | Ano  | Álbum                         |
| ------------------------------------------------ | ---- | ----------------------------- |
| "Lindo É Viver"                                  | 2013 | Vumbora?!                     |
| "Nicolau"                                        | 2014 | Vumbora?!                     |
| "Foi Deus Quem Fez Você"                         | 2014 | Não adicionado à nenhum álbum |
| "Voltei"                                         | 2015 | Não adicionado à nenhum álbum |
| "Desce Coladinho"                                | 2015 | Ao Vivo no Fortal             |
| "Minha Deusa (Cabelo de Chapinha)"               | 2016 | Ao Vivo no Fortal             |
| "Cê Quer Fazer Amor" (part. Rafa & Pipo Marques) | 2016 | Fenix: Ao Vivo                |
| "Vou te Amar o Ano Inteiro"                      | 2017 | Fenix: Ao Vivo                |
| "Eterno Enquanto Dure"                           | 2017 | Fenix: Ao Vivo                |
| "Amor Bacana" (part. Wesley Safadão)             | 2017 | Fenix: Ao Vivo                |
| "A Patroa Pirou"                                 | 2018 | Não adicionado à nenhum álbum |
| "Menina Me Dá Seu Amor"                          | 2018 | Só as Antigas                 |
| "B de Bell"                                      | 2019 | Não adicionado à nenhum álbum |
| "Portabilidade"                                  | 2020 | Não adicionado à nenhum álbum |
| "De Quebradinha" (part. Rafa & Pipo Marques)     | 2020 | Não adicionado à nenhum álbum |

Como artista convidado
| Título                                                        | Ano  | Álbum                         |
| ------------------------------------------------------------- | ---- | ----------------------------- |
| "Pra Você" (Ivete Sangalo part. Bell Marques)                 | 2015 | Ivete Sangalo 20 Anos         |
| "As Mangas do Nosso Amor" (Targino Gondim part. Bell Marques) | 2019 | Não adicionado à nenhum álbum |